# Barthel Beham

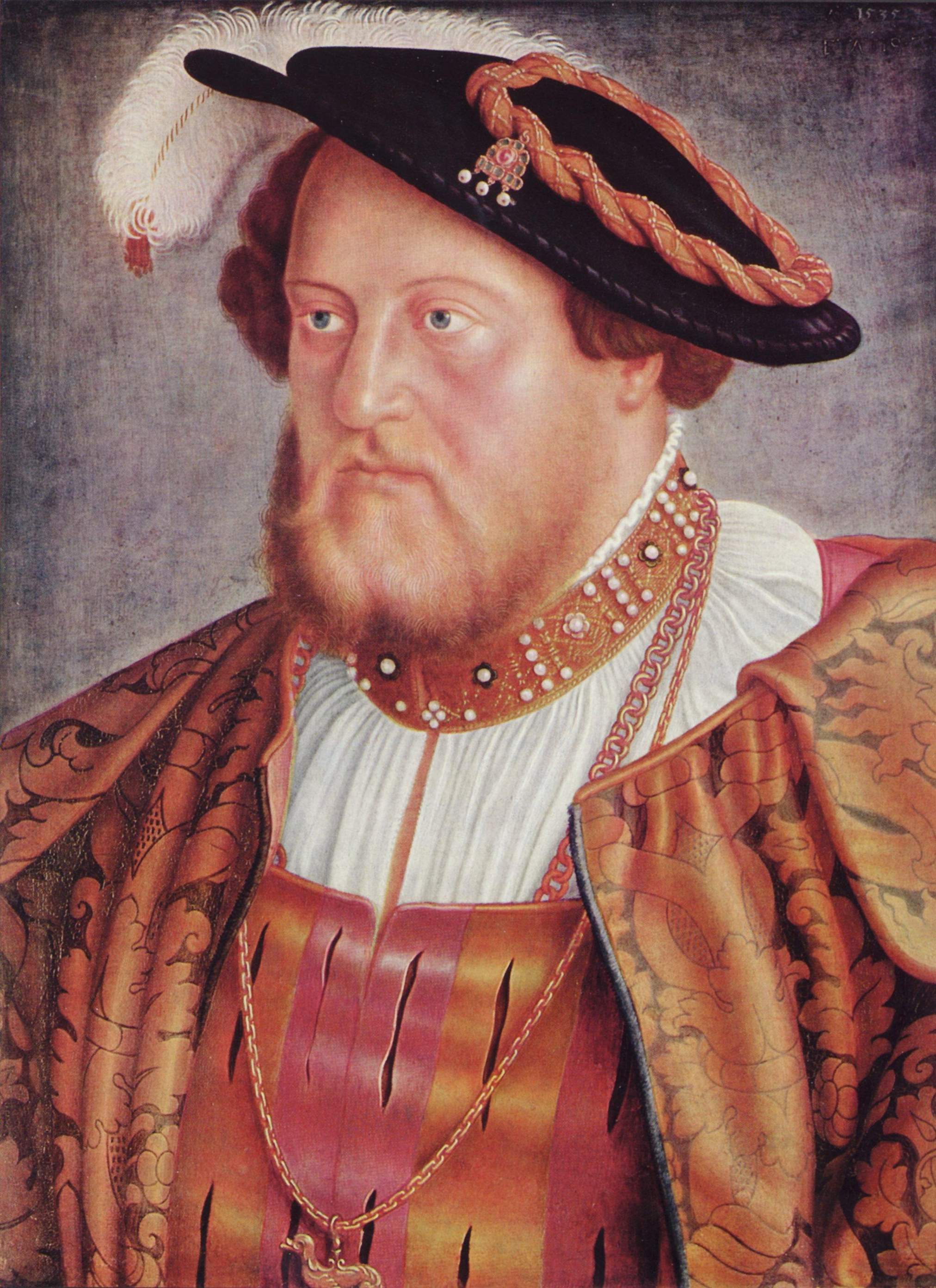
Porträt des Pfalzgrafen Ottheinrich, 1535.

Barthel Beham, född omkring 1502, död 1540, var en tysk målare och kopparstickare. Bror till konstnären Hans Sebald Beham.
Beham utbildade sig under Dürers och broderns inflytande och trädde 1527 i tjänst hos hertig Vilhelm IV av Bayerns tjänst. För denne målade han en rad fursteporträtt på Schleissheims galleri, och Det heliga korsets påträffande som ingår i Alte Pinakotheks samling. Barthel Beham har även efterlämnat omkring 90 kopparstick, och tillhör liksom brodern de så kallade Kleinmeister. Beham finns representerad vid bland annat Göteborgs konstmuseum.